# Escuela de Economía de Londres
La Escuela de Economía y Ciencia Política de Londres (en inglés: London School of Economics and Political Science, comúnmente conocida como London School of Economics o LSE) es una universidad situada en Londres, Inglaterra, considerada como una de las mejores y más prestigiosas instituciones del mundo para el estudio de ciencias sociales.  En 2021, por noveno año consecutivo, LSE fue catalogada por Quacquarelli Symonds como la segunda mejor universidad del mundo en el campo de las ciencias sociales, solo por detrás de la Universidad de Harvard. En 2024, el periódico The Sunday Times, clasificó a LSE como la mejor universidad de todo el Reino Unido, destacando los prospectos laborales de sus graduados, la libertad de expresión en las aulas y la calidad de sus profesores. 
Desde su fundación en 1895, la LSE ha tenido un rol importante en la formación académica de las élites intelectuales, políticas y económicas a nivel europeo y global. Entre sus exalumnos y profesores cuenta con 20 premios Nobel y más de medio centenar de jefes de Estado y gobierno.
Forma parte federativa de la Universidad de Londres y cuenta con más de ocho mil estudiantes en cada curso académico de tiempo completo. Es reconocida como una de las universidades más internacionales del mundo, debido a la composición tanto de su alumnado como del personal académico. La institución esta organizada en 29 departamentos e institutos dedicados exclusivamente al análisis y estudio de fenómenos sociales. LSE es la universidad con el quinto mayor nivel de fondos en el Reino Unido, lo cual la convierte en una de las universidades con mejor dotación financiera del mundo.
La universidad es miembro de numerosas asociaciones, entre las cuales destacan el Golden Triangle, CIVICA alliance, y el Grupo Russell. El actual director de la LSE es el profesor Larry Kramer.

## Historia

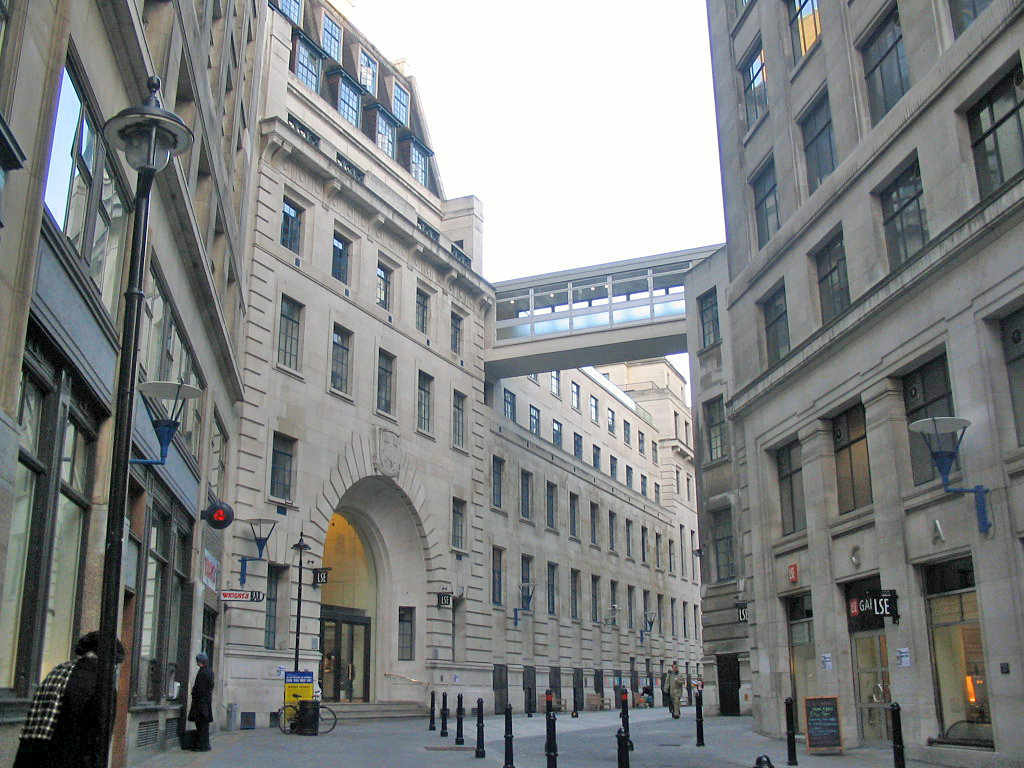
Entrada principal de la LSE

La LSE fue fundada en 1895 por los miembros de la Sociedad Fabiana, Sidney y Beatrice Webb, Graham Wallas, y George Bernard Shaw, con fondos aportados por un filántropo privado, más veinte mil libras donadas por Henry Hunt Hutchinson a dicha Sociedad Fabiana.[cita requerida] La LSE celebró sus primeras clases en octubre de 1895 en John Street, y se trasladó un año después al número 10 de Adelphi Terrace.
En 1900 LSE fue reconocida como facultad de Economía en la recién creada Universidad de Londres y en 1901 las carreras otorgadas por la facultad fueron creadas como BSc (Econ) and DSc (Econ), las primeras carreras universitarias fundamentalmente dedicadas al estudio de las ciencias sociales. En 1902 se trasladó oficialmente a su localización actual, en Clare Market y Houghton Street, junto a Aldwych. En mayo de 1920 el Rey Jorge V puso la primera piedra del conocido como Old Building. En 2016, Yvonne Farrell y Shelley McNamara (Grafton Architects) fueron seleccionadas para realizar un nuevo edificio de la Facultad de Economía y Ciencias Políticas (LSE), denominado Paul Marshall Building.

## Clasificación académica
La LSE es considerada a nivel mundial un centro de debate político y económico de primer orden. Es asimismo un centro educativo de las finanzas, especialista en la formación de líderes académicos y empresariales globales y, de hecho, según recientes clasificaciones académicas, le ha sido otorgado el primer puesto como mejor universidad del Reino Unido (y de Europa) para estudios de contabilidad y finanzas, por delante de las universidades de Oxford y Cambridge.[cita requerida] También los estudios universitarios en economía, política y relaciones internacionales se mantienen de modo persistente en el podio junto con Oxford y Cambridge.[cita requerida]
| Assessor                      | 2013 | 2012 | 2011 | 2010 | 2009 | 2008 | 2007 | 2006 |
| ----------------------------- | ---- | ---- | ---- | ---- | ---- | ---- | ---- | ---- |
| The Complete University Guide | 2nd  | 4th  | 5th  | 4th  | 3rd  | 4th  |      |      |
| Guardian University Guide     | 3rd  | 4th  | 8th  | 5th  | 6th  | 3rd  | 3rd  | 5th  |
| Times Good University Guide   | 3rd  | 3rd  | 5th  | 2nd  | 4th  | 4th  | 4th  | 4th  |
| Sunday Times University Guide |      | 4th  | 9th  | 4th  | 4th  | 3rd  | 3rd  | 4th  |

## Programas
La Escuela de Economía de Londres ofrece el programa TRIUM Global Executive MBA en colaboración con HEC Paris y la Escuela de Negocios Stern de la Universidad de Nueva York. Está dividido en seis módulos que se imparten en cinco sedes empresariales internacionales durante 16 meses.

## Alumnos, egresados notables y profesores

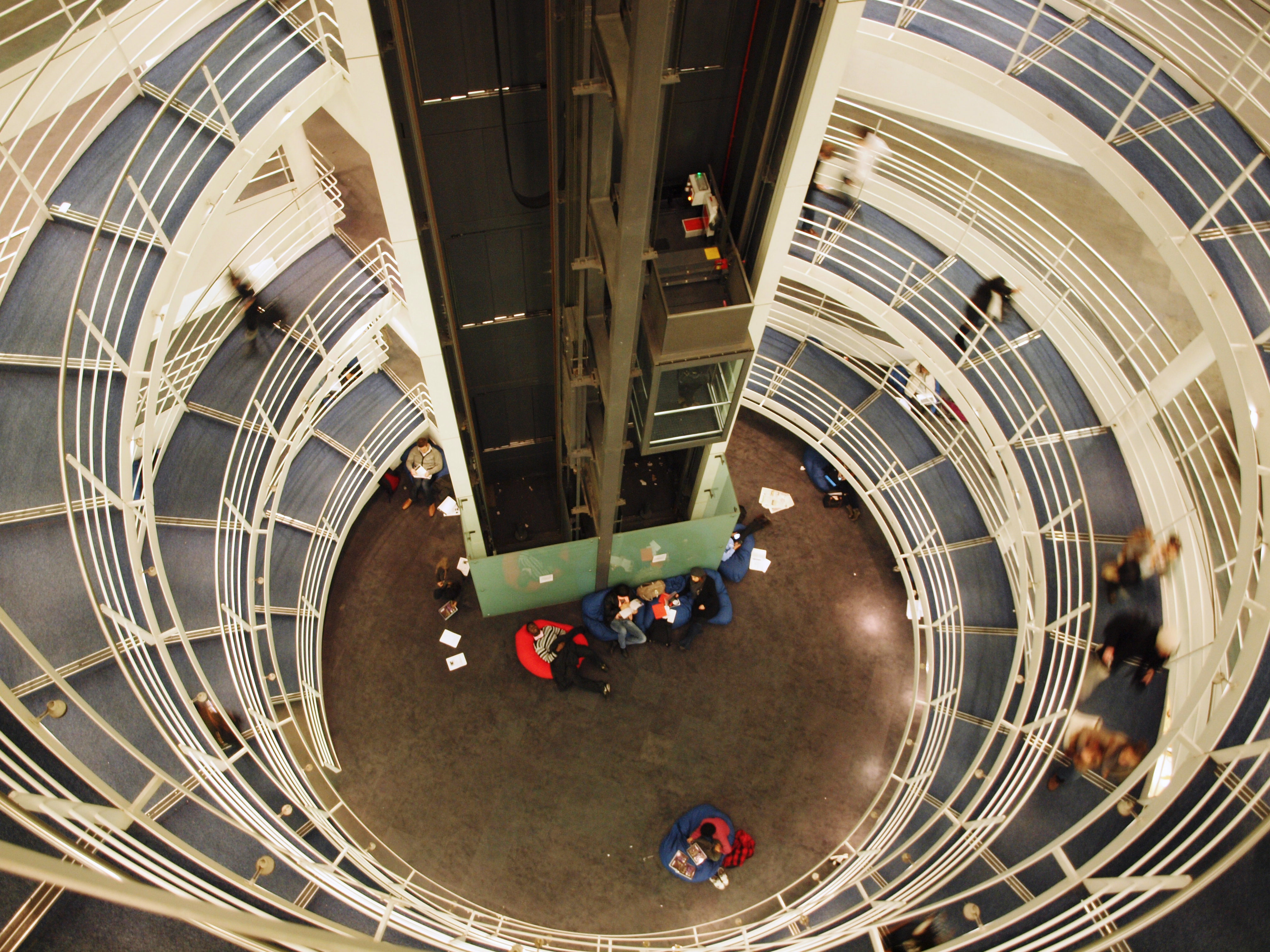
Escaleras de la biblioteca diseñada por el arquitecto Norman Foster.

La admisión a LSE es altamente competitiva. LSE es una de las universidades más selectivas en el mundo y en 2008 tuvo la tasa más baja de admisión de estudiantes de todas las universidades en Reino Unido. En 2019, nuevamente se consolidó como la universidad más selectiva de Reino Unido, con una tasa de aceptación general de tan solo 7.6%, con algunos de sus programas presentando un ratio de admisión que ronda el 5%. Según algunos expertos esta extrema competitividad hace de LSE una de las universidades con menor satisfacción estudiantil en el Reino Unido.
LSE articula una gran e influyente red de contactos a nivel internacional, creada entre sus alumnos registrados, egresados, y profesores. Entre los egresados de LSE y antiguos miembros del personal académico se encuentran veinte premios Nobel en Economía, Literatura y de la Paz: George Bernard Shaw (1925), Ralph Bunche (1950), Bertrand Russell (1950), Philip Noel-Baker (1959), Sir John Hicks (1972), Friedrich von Hayek (1974), James Meade (1977), Arthur Lewis (1979), Merton Miller (1990), Ronald Coase (1991), Amartya Sen (1998), Robert Mundell (1999), George Akerlof (2001), Leonid Hurwicz (compartido 2007), Paul Krugman (2008), Cristóbal A. Pissarides (2010), Oliver Hart (2016), Juan Manuel Santos (2016), James A. Robinson (2024), y Daron Acemoglu (2024).
Entre sus profesores más destacados, LSE ha contado o cuenta con académicos como: Clement Attlee, Bertrand Russell, Gertrude Tuckwell, Beatrice Webb, William Beveridge, Lilian Knowles, Ramsay MacDonald, Hugh Dalton, Imre Lakatos, Eileen Power, Graham Wallas, Edwin Cannan, Nicholas Kaldor, Arnold J. Toynbee, Harold Laski, Edmund Leach, Lauchlin Currie, Lionel Robbins, Lauchlin Currie, Eileen Younghusband, Paul Feyerabend, David J. Bartholomew, Bronisław Malinowski, Talcott Parsons, Ralf Dahrendorf, Dani Rodrik, Alice Amsden, James Durbin, Karl Popper, John N. Gray, Andrés Velasco Brañes, Niall Ferguson, Thandika Mkandawire, Anthony Kennedy, Albert O. Hirschman, Susan Strange, Ralph Miliband, Zygmunt Bauman, Ernest Gellner, Ulrich Beck, Naomi Klein, Anthony Giddens, Paul Volcker, Kristalina Georgieva, Rosalyn Higgins, David Graeber, Richard Sennett, Saskia Sassen, Michael Oakeshott, Anne Applebaum, Maurice Bloch, Craig Calhoun, Branko Milanovic, Lea Ypi, Thomas Piketty, Paul Preston, Mervyn King, Bruno Latour, David Cameron, Janet Yellen, Michael Sandel o Gabriel Zucman, entre muchos otros.

## Ubicación
Se encuentra a diez minutos a pie de Covent Garden, a diez de Trafalgar Square, a quince de St. James’s Park o del Museo Británico, a veinte del Palacio de Buckingham o del Parlamento del Reino Unido y a veinte también de la Catedral de San Pablo y el comienzo de la City.